# Lettres d'Adélaïde de Dammartin
Lettres d'Adélaïde de Dammartin, sous-titré Comtesse de Sancerre, À Monsieur le Comte de Nancé son ami est un roman épistolaire de Marie-Jeanne Riccoboni publié en 1767.

## Récit
Le roman met en scène deux épistoliers : Adélaïde, une jeune veuve amoureuse de Montalais, un homme marié.

## Éditions modernes
Marie-Jeanne Riccoboni, Lettres d'Adélaïde de Dammartin, Paris, Desjonquères, 2005, 167 p. (ISBN 2843210801)